# NDoc

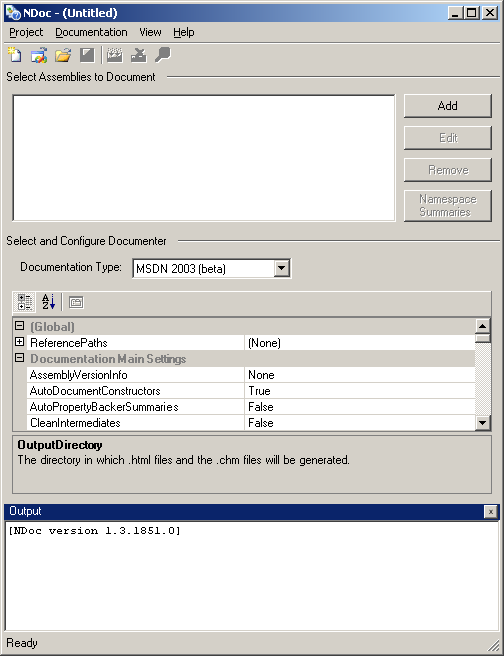

NDoc es un generador de documentación para Common Language Infrastructure que utiliza documentación conectable para generar varios formatos de salida diferentes, incluyendo el estilo MSDN de la Ayuda HTML (.Chm), Visual Studio.NET (HTML Help 2), y páginas web de MSDN en línea. NDoc también viene con una interfaz gráfica de usuario para facilitar el proceso de generación.

## Licencia
NDoc actualmente es un generador de documentación libre, su licencia es la GNU General Public License.

## Funcionamiento
NDoc utiliza dos fuentes para generar la documentación. La primera es un conjunto de archivos que se producen al compilar el código fuente. La otra es un pre-generador de documentación en archivos XML, por lo general producidos por analizar el código fuente de los comentarios especiales (compiladores de C# de .NET y Mono apoyan esto usando el comando "/doc" como argumento de la línea de comandos).

## Limitaciones
La última versión de NDoc no admite el Framework .NET en la versión 2.0. Aunque hay versiones alpha que cuentan con ese apoyo. Hay muy poca actividad en el proyecto NDoc. El desarrollador de NDoc, Kevin Downs, ha dicho que él no está trabajando en NDoc más debido a la falta de financiación y las amenazas contra él, y que está dispuesto a entregar la administración del proyecto. Más recientemente, Kim Christensen, continúa el desarrollo de NDoc original NDoc3.